# フェリー2世 (ヴォーデモン伯)

ロレーヌ＝ヴォーデモン伯の紋章

フェリー2世（フランス語：Ferry II de Vaudémont, 1428年ごろ - 1470年8月31日）は、ヴォーデモン伯およびジョアンヴィル領主（在位：1458年 - 1470年）。ロレーヌ公としてフェリー5世とされる場合もある。

## 生涯
フェリー2世はヴォーデモン伯・ジョアンヴィル領主アントワーヌ・ド・ヴォーデモンとアルクール女伯・オマール女伯・エルブフ女男爵マリーの間の息子である。
1445年にフェリー2世は、ナポリ王・ロレーヌ公ルネ・ダンジューとロレーヌ女公イザベルの娘で従姉妹にあたるヨランドと結婚した。この結婚により、ロレーヌ公領の継承に関してフェリー2世の父アントワーヌとイザベルの父ルネ・ダンジューの間で起こっていた訴訟に終止符が打たれた。
フェリー2世とヨランドとの間には以下の6子が生まれた。
- ピエール（? - 1451年）
- ルネ2世（1451年 - 1508年） - ロレーヌ公（1473年 - 1508年）[2]
- ニコラ（? - 1476年頃） - ジョアンヴィルおよびボフルモンの領主
- ジャンヌ（1458年 - 1480年） - 1474年、アンジュー公シャルル4世と結婚[3]
- ヨランド（? - 1500年） - 1497年、ヘッセン方伯ヴィルヘルム2世と結婚
- マルグリット（1463年 - 1521年） - 1488年、アランソン公ルネと結婚

1453年、義父ルネはフェリー2世がサヴォイア伯と戦うルイを助けるため軍を送ったことを高く評価した。
義父ルネは1456年にバル伯領をフェリー2世に委ね、1459年にはシチリアの中将の名誉称号を与えた。